# Shigeto Koyama
Shigeto Koyama (コヤマシゲト) és un dibuixant i dissenyador de personatges d'animació japonesa com Gurren Lagann o Heroman —amb Stan Lee—, però més conegut en Occident per haver redissenyat el personatge de Marvel Comics Baymax per a la pel·lícula de Walt Disney Pictures Big Hero 6.
Abans de fer anime, Koyama estudià disseny industrial i treballava amb imatge generada per ordinador fins que va vore Neon Genesis Evangelion: això li impactà tant que volgué fer un dōjinshi de la sèrie, però com no sabia dibuixar ell i un amic feren un vídeo, gràcies al qual va ser contractat com a il·lustrador professional. El seu primer treball com a il·lustrador fon per a la novel·la gràfica For the Barrel; d'ençà s'especialitzà en el disseny de mechas. També va fer un manga basat en la pel·lícula Quadrophenia i titulat Saraba Seishun Mukar, del qual no se sent orgullós.
Més tard, el dissenyador Yoshiyuki Sadamoto li oferí la possibilitat d'assistir-lo en l'OVA Aim for the Top 2! Diebuster: Koyama no havia fet mai animació i de primeres tardà quatre mesos en dissenyar un personatge, però Sadamoto li ensenyà l'ofici de zero i, en trobar-lo més agraït que els còmics, decidí canviar d'especialitat:
| « | …jo no sóc massa bo en narració, i en el manga tens de fer-ho tu tot, la història i el dibuix. […] Un dia, el dissenyador de personatges d'Evangelion, en Sadamoto, em contactà i em demanà ajudar-lo en l'anime Diebuster. Li vaig dir hoc, que ho provaria, mentre pensava que potser aprendria narració al mateix temps i ho fiu, i trobí que el disseny m'apanyava, així que continue fent-ne. | » |

Llavors entrà a treballar en l'equip Studio Trigger, amb el qual feu l'animació clau d'Inferno Cop —la seua obra preferida— i el guió il·lustrat de Kill la Kill: encara que treballà en ambdós projectes alhora, Koyama feu tots els personatges i la història del primer en una hora, abans d'una reunió amb l'equip de treball de Kill la Kill; en canvi, per a est altre anime, ell i els altres cinc dissenyadors tardaren un any i mig en fer el personatge de Ryuko.
Uns anys més tard, el director Don Hall es trobava per Tòquio per a documentar-se per a Big Hero 6 i, com un amic del Shigero li feia de cicerone, el va convéncer per a què els presentara: casualment, Hall havia comprat un ninot de Heroman en Akihabara i, en dir-li Koyama que l'havia dissenyat ell, el va fitxar per a acabar el disseny del robot protagoniste, Baymax.
L'any 2015, Koyama publicà el primer curt com a director, Obake-Chan, alhora que anuncià l'establiment d'un estudi propi, Secret Factory, «en algun lloc de Tòquio». Gràcies a la seua professió, Koyama ha participat com a convidat d'honor en convencions a París (2015), Kassel, Kuala Lumpur, Londres (2015) i València (2016).

## Obra
| A.   | Títol                                   | ?     | Treball               |
| ---- | --------------------------------------- | ----- | --------------------- |
| 2004 | Top wo nerae 2!                         | OVA   | Text de cel·la        |
| 2005 | Eureka Seven                            | sèrie | Text de cel·la        |
| 2006 | Ghost in the Shell: Stand Alone Complex | TVm   | Text de cel·la        |
| 2007 | Seirei no moribito                      |       | Text de cel·la        |
| 2007 | No More Heroes                          | Wii   | disseny d'armes       |
| 2007 | Tengen Toppa Gurren Lagann              |       |                       |
| 2008 | Michiko to Hatchin                      | sèrie |                       |
| 2009 | Evangelion 2.0                          |       |                       |
| 2010 | Star Driver                             |       |                       |
| 2010 | Heroman                                 | sèrie |                       |
| 2012 | Evangelion 3.0                          | llarg |                       |
| 2013 | Suisei no Gargantia                     | sèrie | episodi 1 (Hyōryūsha) |
| 2013 | Nuigurumâ Z                             | llarg |                       |
| 2014 | Big Hero 6                              | film  | disseny del Baymax    |
| 2015 | Sex & Violence with Machspeed           | curt  |                       |
| 2015 | Cassette Girl                           | curt  |                       |
| 2015 | Obake-chan                              | curt  |                       |